# Lajos Ligeti
Lajos Ligeti (Balassagyarmat, 28 ottobre 1902 – Budapest, 24 maggio 1987) è stato un orientalista e filologo ungherese.